# Periquito roquer
El periquito roquer (Neophema petrophila) és una espècie d'ocell de la família dels psitàcids que habita zones costaneres, praderies i pantans de les zones costaneres d'Austràlia Occidental i d'Austràlia Meridional.